# Vilsheim

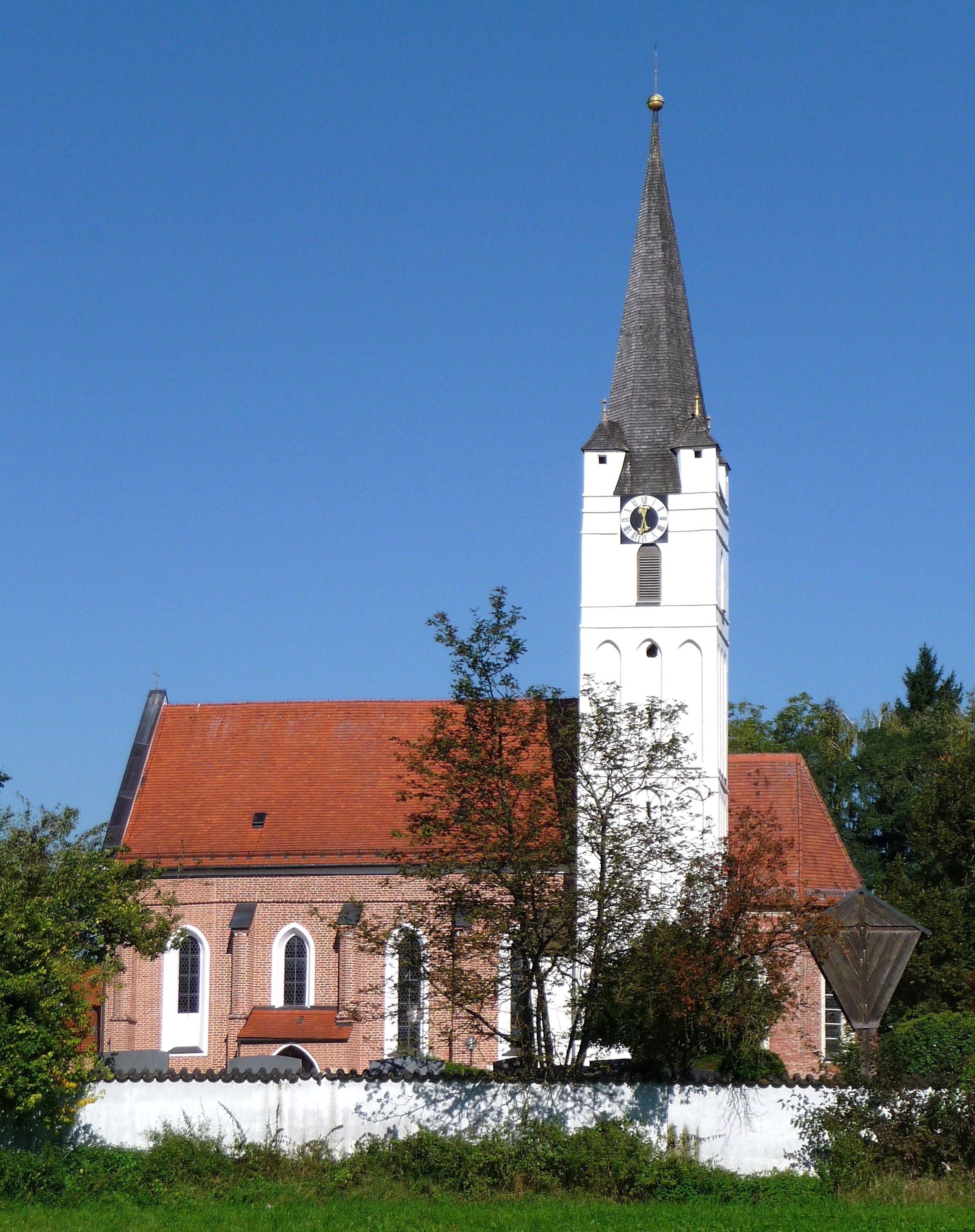
Die Pfarrkirche St. Kastulus

Vilsheim ist eine Gemeinde im niederbayerischen Landkreis Landshut.

## Geografie

### Geografische Lage
Vilsheim liegt in der Region Landshut.

### Gemeindegliederung

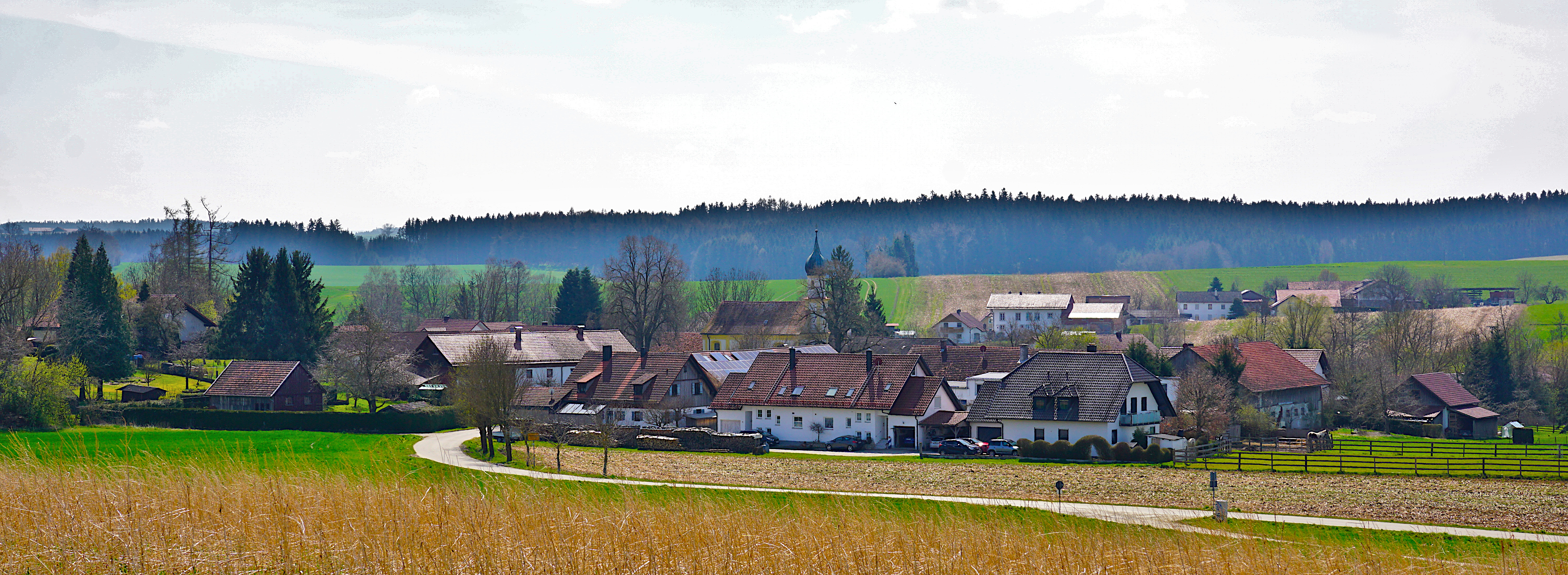
Ortsteil Kemoden

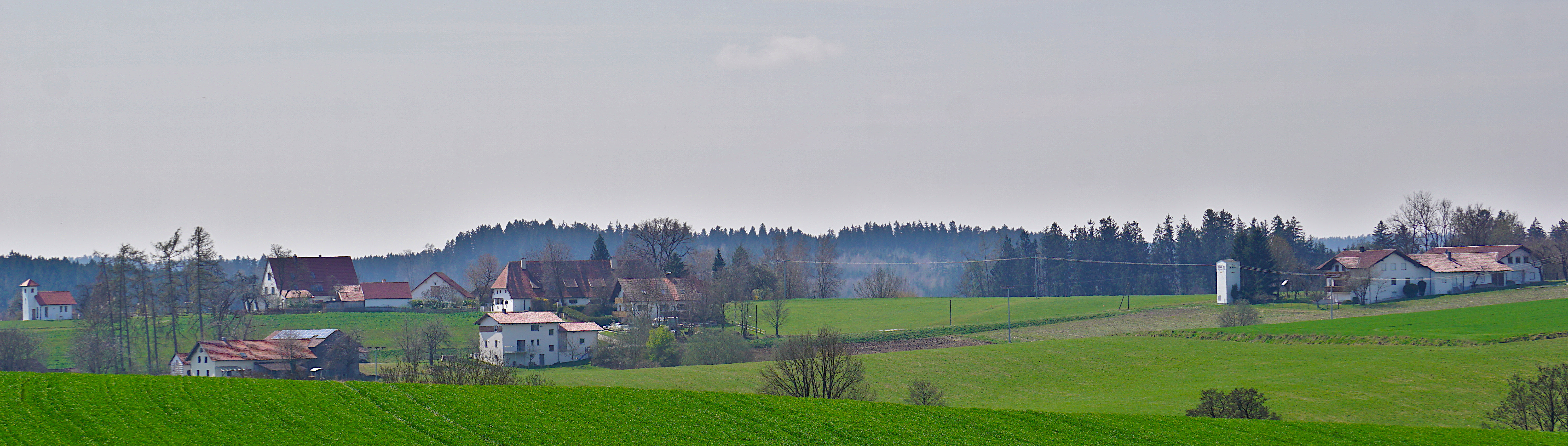
Ortsteil Schweiberg

Vilsheim hat 27 Gemeindeteile (in Klammern ist der Siedlungstyp angegeben):
- Altenburg (Dorf)
- Auholz (Weiler)
- Damm (Einöde)
- Freiing (Weiler)
- Gessendorf (Weiler)
- Gundihausen (Pfarrdorf)
- Hupferding (Einöde)
- Kaltenbrunn (Weiler)
- Kapfing (Dorf)
- Kemoden (Kirchdorf)
- Kerschreuth (Einöde)
- Kesselbach (Weiler)
- Langenvils (Dorf)
- Lechau (Dorf)
- Matzenau (Einöde)
- Münchsdorf (Kirchdorf)
- Obersteppach (Einöde)
- Reichersdorf (Kirchdorf)
- Reitgarten (Einöde)
- Schellenberg (Einöde)
- Schweiberg (Weiler)
- Stadl (Einöde)
- Thannlohe (Weiler)
- Unterfroschham (Weiler)
- Viehhausen (Einöde)
- Vilsheim (Pfarrdorf)
- Wieskatzing (Weiler)

Es gibt die Gemarkungen Gundihausen, Münchsdorf und Vilsheim.

## Geschichte

### Bis zur Gemeindegründung
Der Erstbeleg des Siedlungsnamens ad Filiso in loco Filzheim dicto, überliefert in den Traditionen des Klosters Freising, entstand zwischen 926 und 937. Der Name bezieht sich auf die Lage an der Kleinen Vils. Über Vilzheim, Filzhaim und Vilshaim entwickelte sich der Ortsname bis 1797 zu Vilsheim.
Vilsheim war zunächst Teil des kirchlichen Besitzes der Bischöfe von Bayern, dann weltliche Veste. Nachweisbar gehörte der Ort bereits im 14. Jahrhundert dem reichen Geschlecht der Mautner von Katzenberg, danach bis ins 16. Jahrhundert der adeligen Familie von Pusch. Aus dieser Zeit stammt die spätgotische Kirche, die Ulrich von Pusch erbauen ließ.
In den nachfolgenden 100 Jahren hausten in der Veste Vilsheim namhafte Geschlechter, die Cosenberger, die Wagner von Sattelbogen, die Preysing, die Grafen Sedlinzkie, die Barone Guggenmoos und die Freiherren von Mettingh.
Durch Einheirat waren seit 1759 die auf Schloss Kapfing ansässigen Grafen von Spreti Herren über die geschlossene Hofmark. Der Ort war Teil des Kurfürstentums Bayern und bildete eine geschlossene Hofmark, deren Sitz das 1908 abgebrochene Schloss Vilsheim war. Im Zuge der Verwaltungsreformen in Bayern entstand mit dem Gemeindeedikt von 1818 die heutige Gemeinde.

### Eingemeindungen
Durch die Gemeindegebietsreform wurden am 1. Mai 1978 die Gemeinden Gundihausen und Münchsdorf eingegliedert. Gleichzeitig wurden im Westen der Gemeinde Gebietsteile an die Gemeinde Buch am Erlbach abgetreten.

### Einwohner
Gemäß Bayerischem Landesamt für Statistik  haben sich die Einwohnerzahlen jeweils zum 31. Dezember eines Jahres wie folgt entwickelt:
| Stand | Einwohner |
| ----- | --------- |
| 1960  | 1441      |
| 1970  | 1406      |
| 1980  | 1579      |
| 1990  | 1781      |
| 1995  | 2005      |
| 2000  | 2245      |
| 2005  | 2364      |

| Stand | Einwohner |
| ----- | --------- |
| 2006  | 2379      |
| 2007  | 2356      |
| 2008  | 2369      |
| 2009  | 2392      |
| 2010  | 2386      |
| 2011  | 2369      |
| 2012  | 2358      |

| Stand | Einwohner |
| ----- | --------- |
| 2013  | 2370      |
| 2014  | 2451      |
| 2015  | 2491      |
| 2016  | 2513      |
| 2017  | 2583      |
| 2018  | 2575      |

Seit 1972, dem Jahr der Gemeindereform, hat sich die Einwohnerzahl bis 2016 um 1086 Personen erhöht. Das entspricht einem Wachstum von 76,1 Prozent. In den letzten zehn (fünf) Jahren wuchs die Einwohnerzahl um 6,66 (6,57) Prozent.
| Alter         | Einwohner nach Alter |
| ------------- | -------------------- |
| jünger als 18 | 20,8 %               |
| 18 bis 29     | 11,8 %               |
| 30 bis 49     | 33,1 %               |
| 50 bis 64     | 19,4 %               |
| älter als 65  | 14,9 %               |

## Politik
Acht Monate nach Kriegsende fanden am 27. Januar 1946 die ersten Kommunalwahlen (Gemeinderatswahlen) in den kreisangehörigen Gemeinden Bayerns statt. In den Monaten April und Mai 1946 folgten noch die ersten Wahlen der Bürgermeister, Landräte sowie Kreistage. 2006 wurde das 60-jährige Jubiläum begangen.
Die Gemeindesteuereinnahmen betrugen im Jahr 1999 umgerechnet 748.000 €, davon betrugen die Gewerbesteuereinnahmen (netto) umgerechnet 91.000 €.
Die Gemeinde Vilsheim ist Mitglied in folgenden Zweckverbänden:
- Regionaler Planungsverband Landshut
- Schulverband Buch a.Erlbach
- Zweckverband Wasserversorgung Isar-Vils

Außerdem nimmt sie teil am Dialogforum Ost-Süd-Umfahrung Landshut.
Die Gemeinde Vilsheim erbringt 304 verschiedene behördliche Leistungen.

### Gemeinderat
Die Gemeinderatswahlen seit 2008 ergaben folgende Stimmenanteile bzw. Sitzverteilungen:
| Partei/Liste     | 2020   | 2020   | 2014   | 2008  |
| Partei/Liste     | %      | Sitze  | Sitze  | Sitze |
| ---------------- | ------ | ------ | ------ | ----- |
| CSU/Freie Wähler | 97,47  | 14     | 13     | 14    |
| SPD              | 2,53   | 0      | 1      | –     |
| Wahlbeteiligung  | 62,3 % | 62,3 % | 63,4 % |       |

### Bürgermeister
Bei den Kommunalwahlen 2014 wurde Georg Spornraft-Penker (CSU/Freie Wähler) zum Bürgermeister gewählt und 2020 im Amt bestätigt. Er folgte auf Walter Brandlmeier ab, der 2002 als Kandidat der CSU, der Freien Wähler und der Jungen Gemeinde-Liste gewählt worden war und 2008 als Kandidat der CSU und der Freien Wähler in seinem Amt bestätigt worden war.
Bürgermeister und ehemalige Bürgermeister
| Amtszeit  | Bürgermeister          |
| --------- | ---------------------- |
| 2002–2014 | Walter Brandlmeier     |
| seit 2014 | Georg Spornraft-Penker |

### Wappen
| Wappen von Vilsheim | Blasonierung: „Unter von Grün und Gold geteiltem Schildhaupt in Rot ein golden bekrönter blauer Hut mit Hermelinstulp, besteckt mit fünf silbernen Reiherfedern.“                                                                                        |
| Wappen von Vilsheim | Wappenbegründung: Der Stulphut ist die Wappenfigur der Adelsfamilie Pusch, die bis 1616 die Ortsherrschaft innehatte. Die Farben Grün und Gold im Schildhaupt erinnern an die für Vilsheim ebenso bedeutsamen Grafen von Spreti. Wappenführung seit 1959 |

## Kultur und Sehenswürdigkeiten
Die spätgotische Pfarrkirche St. Kastulus wurde um die Mitte des 15. Jahrhunderts errichtet. Das westliche Langhaus erhielt 1862 eine Verlängerung. Der eingezogene Chor enthält ein sternförmig figuriertes Rippengewölbe.

## Wirtschaft und Infrastruktur
Am 30. Juni 2021 gab es in Vilsheim 275 sozialversicherungspflichtige Arbeitsplätze. Von der Wohnbevölkerung standen 1299 Personen in einem versicherungspflichtigen Beschäftigungsverhältnis. Die Zahl der Auspendler überwog somit um 1024 Beschäftigte. 38 Einwohner waren arbeitslos.
| Zuweisungen an    | Jahr    | Jahr    | Jahr    | Jahr    | Jahr    | Jahr    |
| Zuweisungen an    | 2015    | 2016    | 2017    | 2018    | 2019    | 2020    |
| ----------------- | ------- | ------- | ------- | ------- | ------- | ------- |
| Gemeinde Vilsheim | 473.856 | 478.072 | 514.772 | 556.632 | 614.028 | 625.168 |

In Folge einer entsprechenden Bewertung der Wirtschaftskraft der Gemeinde Vilsheim sind die Schlüsselzuweisungen von 614.028 Euro im Jahr 2019 um 1,8 Prozent auf 625.168 Euro für das Jahr 2020 gestiegen.

### Land- und Forstwirtschaft
2020 gqab es 36 landwirtschaftliche Betriebe; 1999 waren es noch 63. Die Betriebe bewirtschafteten 1172 Hektar landwirtschaftlich genutzte Fläche.

### Bauen und Wohnen
| Gemeindeteil | Wohnbauflächen ausgewiesene Baugebiete | unbeplanter Innenbereich | ausgewiesene gewerbliche Bauflächen | Ackerland |
| ------------ | -------------------------------------- | ------------------------ | ----------------------------------- | --------- |
| Vilsheim     | 130 €                                  | 130 €                    | 50 €                                | 7 €       |
| Münchsdorf   | 95 €                                   | 95 €                     | 40 €                                | 7 €       |
| Kapfing      | 100 €                                  | 100 €                    |                                     | 7 €       |
| Gundihausen  | 95 €                                   | 85 €                     |                                     | 7 €       |
| Langenvils   | 95 €                                   | 85 €                     |                                     | 7 €       |
| Kemoden      |                                        | 85 €                     |                                     | 7 €       |
| Reichersdorf |                                        | 65 €                     |                                     | 7 €       |

### Bildung
Am 1. März 2022 gab es drei Kindertagesstätten mit 152 Plätzen, von denen 127 belegt waren.
An der Grundschule wurden im Schuljahr 2023/24 insgesamt 100 Schülern von sieben hauptamtlichen Lehrern unterrichtet.

## Persönlichkeiten
- Matthias Meier (* 12. Februar 1880 in Vilsheim; † 6. März 1949 in Darmstadt), Philosoph
- Karl Graf von Spreti (* 21. Mai 1907 auf Schloss Kapfing bei Vilsheim; † 5. April 1970 in San Pedro/Guatemala), Architekt, Politiker (CSU), Bundestagsabgeordneter und Botschafter
- Franz Graf von Spreti (* 17. April 1914 auf Schloss Kapfing bei Vilsheim; † 11. Mai 1990 ebenda), Politiker (CSU), Bürgermeister von Vilsheim, Landrat des Kreises Landshut und Bezirkstagspräsident von Niederbayern